# Akreční klín

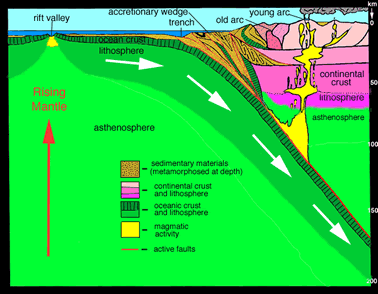
Schematický nákres subdukující oceánské desky. Žlutohnědě je zakreslen akreční klín vznikající seškrabováním sedimentů nadhorní deskou

Akreční klín je oblast nahromaděných a zvrásněných mořských sedimentů na okraji subdukující se oceánské desky a ostrovního oblouku či v oblasti aktivního okraje kontinentální desky v oblasti konvergentního rozhraní litosférických desek. Občas v oblasti akrečního klínu probíhá nízkoteplotní metamorfóza. Pokud je akreční klín formován déle či dojde k akumulaci velkého množství materiálu, vznikne akreční orogen.

## Vznik
Během protisměrného pohybu desek dochází k tomu, že se jedna deska (zpravidla oceánská) zasunuje pod kontinentální desku (či pod jinou oceánskou desku), čímž dochází k nárůstu napětí na povrchu subdukující oceánské desky. Odpor při zasunování má na svědomí, že se začnou tektonicky shromažďovat převážně sedimentární horniny, ale v některých případech také magmatické horniny z povrchu subdukující desky. Čím více se deska zasunuje, tím více materiálu je zde shromažďováno a následně shrnováno, což vede k jeho rozlévání do okolí a vzniku tvaru v podobě klínu.